# Хазянг (провінція)
Хазянг (в'єт. Hà Giang) — провінція у північно-східному регіоні В'єтнаму. Площа — 7945,8 км²; населення, за даними перепису 2009 року, становило 724 537 жителів. Адміністративний центр — однойменне місто Хазянг.

## Географія і клімат

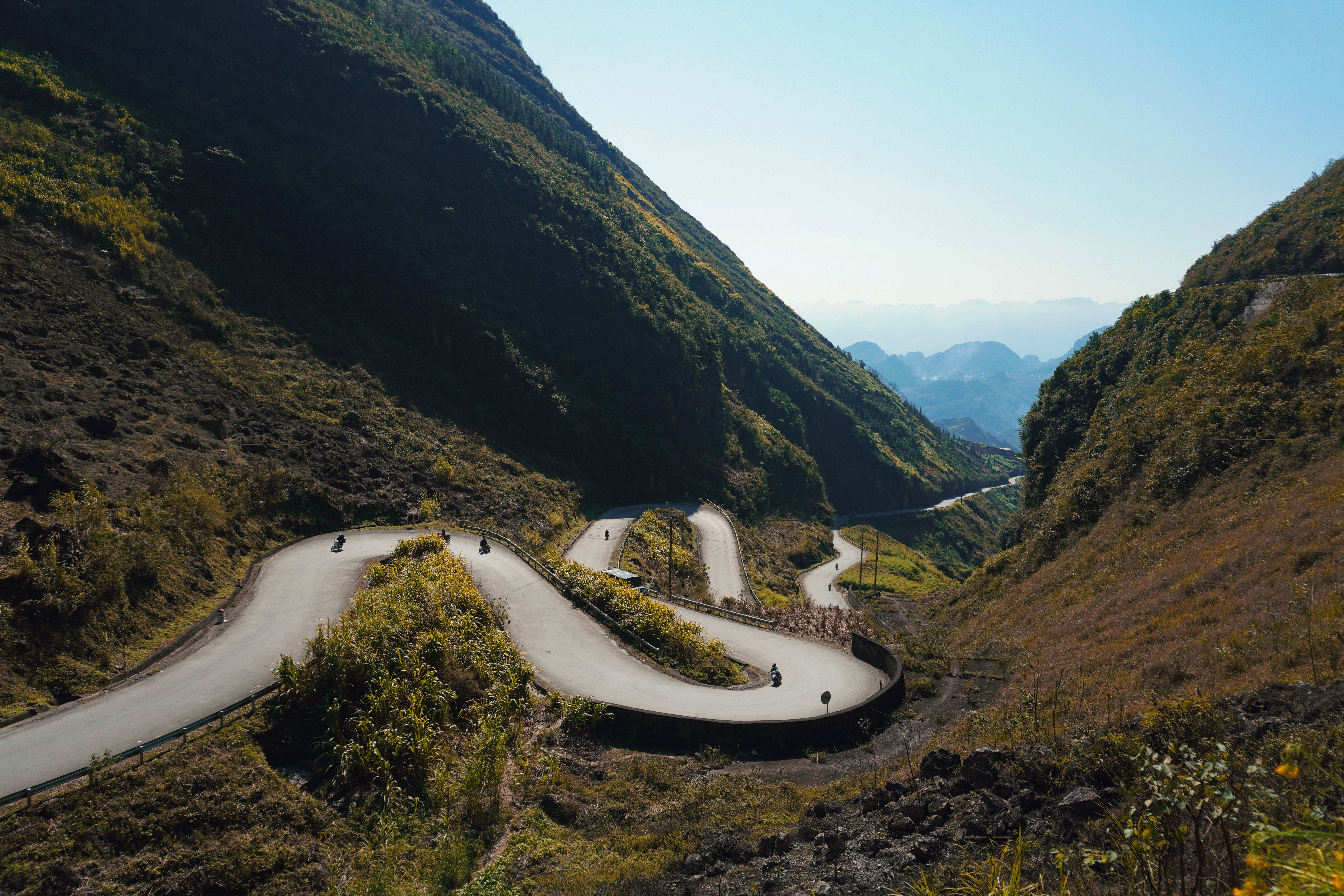
Дорога на перевал Тхамма (Thẩm Mã)

Столиця провінції, місто Хазянг, знаходиться за 320 км від Ханоя і за 25 км від кордону з Китаєм (КПП Тханьтхуй в'єт. cửa khẩu Thanh Thủy). Ділянка кордону провінції з Китаєм становить близько 270 км. Більшу частину провінції займають гори, найвищі з них: Тайконлінь (2428 м) і Тьєулаутхі (2402 м). Найбільші річки: Ло і Мьєн (в'єт. sông Miện). Значна частина території Хазянг покрита лісами.
Середньорічна температура у місті Хазянг становить 22,78 °С; середньомісячні коливаються від 15,48 °С у січні до 27,88 °С у липні. Середньорічний рівень опадів: 2430 мм; середньомісячні показники змінюються від 31,5 мм у грудні до 515,6 мм у липні. Середня вологість повітря — 84 %.

## Населення
У 2009 році населення провінції становило 724 353 осіб. Середня щільність населення — 91,16 осіб/км² (один з найменш населених районів країни). Міське населення — 11,3 %. Частка жінок у загальній кількості населення провінції — 50,8 %; чоловіків — 49,2 %.
Провінція відрізняється етнічним розмаїттям. За даними перепису 2009 року, в'єтнамці тут становили лише 13,25 % населення (95 969 осіб). У Хазянзі також проживають мяо — 231 464 особи (31,95 % населення), тай — 168 719 осіб (23,29 %), яо — 109 708 осіб (15,14 %), нунг — 71 338 осіб (9,85 %), зяй — 15 157 осіб (2,09 %), латі — 12 072 особи (1,67 %), хоа — 7 062 особи (0,97 %) патхен — 5 771 особа та інші народи (1,00 %).

## Економіка
Хазянг — досить бідна провінція країни, відрізняється погано розвиненою інфраструктурою. Основою економіки є сільське господарство, ведення якого сильно обмежене і ускладнене гірським рельєфом. Є поклади сурми, залізних руд, марганцю, цинку, міді, олова та інших мінералів. Гірничодобувна промисловість цілком залежить від іноземних інвестицій. Інвесторів також приваблює і чайна промисловість, місцевий чай йде на експорт.